# Sabrina Stultiens
Sabrina Stultiens (ur. 8 lipca 1993 w Helmond) – holenderska kolarka szosowa i przełajowa, złota medalistka mistrzostw świata.

## Kariera
Pierwszy sukces w karierze osiągnęła w 2008 roku, kiedy zdobyła srebrny medal w kategorii debiutantów na mistrzostwach Holandii w kolarstwie przełajowym. W 2011 roku była siódma na przełajowych mistrzostwach Europy w Lukce, a podczas rozgrywanych dwa lata później przełajowych mistrzostw świata w Louisville zajęła ósmą pozycję. W 2014 roku została mistrzynią Europy U-23 w kolarstwie przełajowym oraz w szosowym wyścigu ze startu wspólnego. W 2016 roku była szósta na przełajowych mistrzostwach świata w Heusden-Zolder, a rok później, podczas szosowych mistrzostw świata w Bergen w 2017 roku razem z zespołem Team Sunweb wywalczyła złoty medal w drużynowej jeździe na czas. 